# Adelio Tomasin
Adelio Giuseppe Tomasin P.S.D.P. (Montegaldella, 27 de abril de 1930 - Quixadá, 30 de setembro de 2024) foi um bispo católico italiano radicado no Brasil. Era bispo emérito da Diocese de Quixadá.

## Biografia
Filho de Santo Tomasin e Marina Galesso, nasceu na província de Vicenza. Fez o segundo grau e o curso de Filosofia no Seminário Maior de Verona. Hoje anexado à Pontifícia Universidade Lateranense, com o nome de Centro de Estudo Teológico São Zeno. Concluiu curso de Teologia no Seminário Arquidiocesano de Ferrara, sendo ordenado sacerdote, em 26 de março de 1955, quando assumiu a reitoria da Casa de Formação de Roncá, província de Verona. 
Em 1959 passa a residir no Uruguai no Departamento de Salto onde participou da Pastoral Rural. Imigrou ao Brasil em 1962, indo para a cidade de Porto Alegre onde fundou, junto a outros membros da congregação, o Centro Social Padre João Calábria. Dom Adélio Tomasin volta à Itália em 1968, indo em seguida para o Reino Unido para realizar estudos linguísticos em Londres. No mesmo ano, participou da abertura de uma comunidade religiosa, em Pamplona, na Espanha. Foi em seguida, à Nigéria, onde foi diretor da Saint Joseph Technical, na cidade de Ado Ekiti, no estado de Ekiti. Voltou para Verona, na Itália, em 1972, quando foi eleito superior-geral da Congregação dos Pobres Servos da Divina Providência, sendo reeleito em 1978.
Regressou ao Brasil em 1984, quando, assumiu novamente a direção do Centro Social padre João Calábria em Porto Alegre. Foi eleito Bispo para a sede vacante da Diocese de Quixadá pelo Sumo Pontífice João Paulo II em 16 de março de 1988 recebendo a Ordem do Episcopado de Dom Cláudio Colling, então Arcebispo de Porto Alegre. Sua posse na Diocese foi em 29 de maio do mesmo ano. Entre as benfeitorias realizadas enquanto Líder diocesano constam fundação do Hospital e Maternidade Jesus Maria José, idealização e construção do Santuário Nossa Senhora Imaculada Rainha do Sertão, tendo aberto caminho a facão até a referida localização do mesmo, iniciando a abertura da estrada em 1988 e colocado a pedra em 1993, o qual foi inaugurado em 11 de fevereiro de 1995, constando ainda a idealização e fundação da Faculdade Católica Rainha do Sertão. Em 3 de janeiro de 2007, com quase 77 anos, teve que abdicar o governo pastoral da Diocese de Quixadá, por motivo de idade. Renuncia essa, expedida e aceita pelo Papa Bento XVI.
Dom Adelio Tomasin marcou seu bispado com grande desempenho empreendedor, desenvolvendo iniciativas que contribuíram para o crescimento da região, potencializando as condições de crescimento e melhoria socioeconômica da população local. Foi o idealizador e fundador da Faculdade Católica Rainha do Sertão – A Católica de Quixadá, que se tornou promotora na transformação de Quixadá como uma cidade universitária. Foi também um grande articulador junto ao Governo do Estado e às Instituições educacionais do Ceará para a criação de campi ou postos avançados de Instituições públicas que propiciassem o crescimento da oferta de cursos superiores na cidade e região. Fundou e manteve por muitos anos uma grande escola de nível técnico, gerando oportunidade de formação de milhares de jovens residentes na região, principalmente os oriundos das camadas sociais mais necessitadas.
Dom Adelio foi o Chanceler da CISNE - Faculdade Tecnológica de Quixadá, que idealizou em conjunto com um grupo de empresários de Quixadá, buscando corroborar com o desenvolvimento do Sertão Central Cearense, bem como de complementar o trabalho profícuo de inclusão social pela via do acesso à formação profissional e transformação da realidade socioeconômica pessoal e familiar da população local e circunvizinha.
Antes de seu falecimento, em 30 de setembro de 2024, presidia a Fundação Quixadaense de Fomento, mantenedora do REMANSO DA PAZ - Casa de Acolhida São João Calábria, que abriga em regime semi-aberto 40 idosos, para inúmeras atividades diárias.